# NGC 2348
NGC 2348 (другое обозначение — ESO 88-SC1) — рассеянное скопление в созвездии Летучая Рыба.
Этот объект входит в число перечисленных в оригинальной редакции «Нового общего каталога».
NGC 2348 является малонаселённым скоплением, которое считается остатков более густонаселённого распавшегося скопления, однако это, возможно, не так. Пять самых ярких звёзд в окрестностях NGC 2348 не принадлежат скоплению.